# 山本翔 (ロック歌手)
山本 翔（やまもと しょう、1950年3月8日 - 1995年6月18日）は、日本の歌手。本名は山本俊三（やまもと しゅんぞう）。ロック歌手としての全盛期には歌い方と容姿が似ていることもあり「和製ミック・ジャガー」とも言われた。

## 来歴
1950年、京都府京都市にて誕生。15歳の時に高校進学のため上京。高校在学中にいくつかのアマチュアバンドに所属した後、GSバンド「ズー・ニー・ヴー」に所属し、シングル「結婚生活」（キャニオン・レコード）を出すもまもなく解散。
高校中退後の1972年5月にバンド「パフォーマンス」（メンバー・ボーカル:山本俊三、ギター:矢吹幸博、ベース:山本輝彦、ドラムス:宮城幸夫、サポートギター:大木啓造）を結成。キャロルの前座を務めたりしながらミッキー・カーチスプロデュースのシングル「レインボー・ガール」（トリオ・レコード）を出すが、不発に終わった。その後は再びキャロルの前座などを務めたりしたものの、1975年に「パフォーマンス」は解散。
その後1978年にEPIC・ソニーから新人アーティスト第1号としてソロデビューする。1stアルバムの『ROMANTIC VIOLENCE』では、主に桑名正博、宇崎竜童らが楽曲提供。翌1979年の2ndアルバム『russian roulette』では、一風堂をバックに従えている。なお、この2つのアルバムのイメージは「ストリートのワイルド・ガイ」として売り出された。同作からシングルカットされた「デビル・ウーマン」は後にTUBEのデビュー・アルバム『HEART OF SUMMER』でカバーされている。この年末には「第7回浅草ニューイヤー・ロック・フェスティバル1979 - 1980」に出演した。
しかし1980年リリースの3rdアルバム『melting pot』は、それまでのイメージを一新し、久保田麻琴率いる「サンセットギャング」のバックアップを得て制作。同年末にも「第8回浅草ニューイヤー・ロック・フェスティバル1980-1981」に出演。また、この年デビューした佐野元春のアルバム『BACK TO THE STREET』ではコーラスに参加した。商業主義を第一とするレコード会社との方向性の違いから1981年以降は活動を縮小しライブハウスを中心に活動をするも、1995年6月18日に病没。死の10日前には東京・町田でライブをしていた。享年45。

## ディスコグラフィ
※　ズー・ニー・ヴー名義は、ズー・ニー・ヴー#ディスコグラフィを参照。
パフォーマンス名義
| 発売日       | 規格         | 規格品番     | タイトル         | 作詞         | 作曲         | 編曲         |
| TRIOレコード | TRIOレコード | TRIOレコード | TRIOレコード     | TRIOレコード | TRIOレコード | TRIOレコード |
| ------------ | ------------ | ------------ | ---------------- | ------------ | ------------ | ------------ |
| 1973年       | EP           | 3A-109       | レインボーガール | 安井かずみ   | 加瀬邦彦     | 矢吹幸博     |
| 1973年       | EP           | 3A-109       | 気になるお前     | 安井かずみ   | 加瀬邦彦     | 矢吹幸博     |

### シングル
| 発売日         | 規格         | 規格品番     | タイトル                      | 作詞         | 作曲         | 編曲         |
| EPIC・ソニー   | EPIC・ソニー | EPIC・ソニー | EPIC・ソニー                  | EPIC・ソニー | EPIC・ソニー | EPIC・ソニー |
| -------------- | ------------ | ------------ | ----------------------------- | ------------ | ------------ | ------------ |
| 1978年11月21日 | EP           | 06･5H-4      | アレイキャット（野良猫）      | 宇崎竜童     | 宇崎竜童     | 土屋昌巳     |
| 1978年11月21日 | EP           | 06･5H-4      | 疲れた都会                    | 安井かずみ   | 土屋昌巳     | 井上鑑       |
| 1979年2月25日  | EP           | 06･5H-6      | デビルウーマン（Single ver.） | 亜蘭知子     | 長戸大幸     | 長戸大幸     |
| 1979年2月25日  | EP           | 06･5H-6      | 幻                            | 山本翔       | 山本翔       | 井上鑑       |
| 1979年6月21日  | EP           | 06･5H-15     | ロシアン・ルーレット          | 宇崎竜童     | 宇崎竜童     | 千野秀一     |
| 1979年6月21日  | EP           | 06･5H-15     | 迷走                          | 山本翔       | 山本翔       | 土屋昌巳     |
| 1979年12月5日  | EP           | 06･5H-24     | トライ                        | 山本翔       | 山本翔       | 土屋昌巳     |
| 1979年12月5日  | EP           | 06･5H-24     | マジックレディ                | 山本翔       | 山本翔       | 土屋昌巳     |
| 1980年3月21日  | EP           | 06･5H-32     | 京都ブルース                  | 松本隆       | 山本翔       |              |
| 1980年3月21日  | EP           | 06･5H-32     | 満足できない Play The Fool    | 松本隆       | 山本翔       |              |

### アルバム
| 発売日         | 規格      | 規格品番  | タイトル |
| Epic Sony      | Epic Sony | Epic Sony | Epic Sony |
| -------------- | --------- | --------- | --- |
| 1978年12月21日 | LP        | 25･3H-3   | ROMANTIC VIOLENCE Side:A 1. ドライブ・オールナイト - 編曲：井上鑑 2. ジプシー 3. イカレタ酒場で - 編曲：井上鑑 4. 疲れた都会 - 編曲：井上鑑 Side:B 1. アレイ・キャット - 編曲：土屋昌巳 2. ハレルヤ・ベイビー - 編曲：井上鑑 3. Tokyoアスファルト・ジャングル 4. 幻 - 編曲：井上鑑 5. デビル・ウーマン |
| 1979年7月21日  | LP        | 25･3H-8   | russian roulette Side:A 1. 南京街の罠 2. ロンリー・ガイ 3. エンドレス・ラブ・サマー 4. 街の灯 5. 迷走 Side:B 1. ロシアン・ルーレット 2. 危険な遊戯 3. 秘めた誓い 4. 触発ストリート (Tokyo City) 5. マジック・レディ                                                                                    |
| 1980年4月21日  | LP        | 25･3H-18  | Melting Pot Side:A 1. ムービング・ストレンジャー 2. 満足できない 3. ムー 4. It's A Shame 5. 凍てついた瞳 Side:B 1. ムーン・チャイルド 2. 京都ブルース 3. 偽りの首飾り 4. 4月バカ 5. Don't Ask Me 6. ロックンロール・モーニング                                                                         |

## メディア出演

### テレビ
- サウンド・イン"S"（TBS）
- 夜のヒットスタジオ（フジテレビ、1979年1月29日出演）

### ラジオ
- 鈴木ヒロミツ大放送（TBSラジオ）
- サウンドストリート（NHK-FM）
- 電撃わいどウルトラ放送局（ラジオ関東）